# Rio Utinga
O rio Utinga é um curso de água que banha o estado da Bahia. É um rio muito importante para o abastecimento da população e para a agropecuária desenvolvida nas cidades de Utinga, Wagner, Lajedinho e Andaraí, que são municípios da Chapada Diamantina. Tem como afluentes os rios Mucambo, Verde, Bonito, Atalaia e Cachoeirinha. A bacia hidrográfica formada pelo rio Utinga abrange uma área de aproximadamente 3000 km². Esta área hidrográfica, encravada na porção central do estado da Bahia, constitui um subsistema hidrográfico integrante da bacia do rio Paraguaçu. O rio Utinga nasce próximo à localidade de Cabeceira do Rio, situada no município de Utinga e distante apenas 5 km da sede e percorre a sentido sudoeste.
Este rio é responsável pelo abastecimento de grande parte da população dos municípios de Utinga, Wagner, Lajedinho e Andaraí. Suas águas, além de serem usadas para consumo humano e animal, são a grande responsável pelo desenvolvimento econômico de toda a região, através da agricultura familiar, agronegócios, pecuária e a piscicultura. Atualmente diversas culturas são cultivadas ao longo do curso do rio: banana, mamão, café, tomate, pimentão, melancia, abóboras, hortaliças etc. 
A palavra Utinga, que, em Tupi Guarani, significa "águas claras", foi dada pelos povos Paiaiá, tribo indígena que viveu às margens do rio e que teria dado origem ao povoamento da região. Esse rio, de águas cristalinas, é, nos dias de hoje, um tesouro ameaçado. O nível de suas águas é cada vez menor devido ao uso desregrado e insustentável praticado por muitos agricultores e pecuaristas. A poluição, o assoreamento e a falta de políticas públicas de revitalização e de uso sustentável têm levado ao iminente fim de um dos mais preciosos tesouros da humanidade.  

## Geografia
O rio Utinga, que tem uma extensão linear aproximada de 80km, recebe sua maior de contribuição hídrica pelo lado direito, onde os afluentes são perenes, mantidos pelas formações geológicas lito-estratigráficas da chapada Diamantina. Nesta margem ocorrem três tipos predominantes que são: conglomerados com conjuntos de estratifica cruzada acanalada e tabular, arenitos bimodais; a Formação Caboclo caracterizado por arenitos e argilitos com estratificações, laminitos algais, onde se localiza a nascente do rio Bonito; e o tipo com arenitos e siltitos com estratificação cruzada como ocorrem nas serras do do Gavião e da Sovela. Há presença de caatinga arbórea e floresta estacional.
Todavia, pela margem esquerda seus afluentes são temporários, devido a engrunamentos associados a aspectos geológicos (sedimentos de pelito, calcário e arenito), e também à maior aridez do clima, que resulta em decréscimo da precipitação. Nesta margem ocorrem dois tipos geológicos predominantes: o primeiro são as coberturas detríticas (constituídas pelos detritos de outras rochas) relacionadas ao ciclo de pediplanação (formação de superfícies planas); e segundo, a formação de calcilutitos, calcarenitos e calcissiltitos com laminações planoparalelas; calcários dolomíticos com níveis de silexitos; laminitos algais.
O solo predominante na bacia do Rio Utinga é o latossolo vermelho-amarelo, mas há presença de cambissolo háplico (próximo a nascente do rio e entre Utinga e Wagner) e agrissolo vermelho-amarelo (margem esquerda do rio Bonito) e uma pequena região de neossolo litólico. Ainda o latossolo vermelho a leste de Wagner. Com exceção dos neossolos litólicos, por serem rasos e geralmente pedregosos, esses solos são propícios para agricultura, alguns dos quais necessitando de adubação e correção da acidez.
A formação de microclimas tropical chuvoso de floresta com um período de chuva no verão e outro no inverno e clima tropical de altitude com chuvas no verão  favorece algumas colheitas, como a de café, que se desenvolve na região da junção dos munícipios de Wagner, Bonito e Utinga desde a década de 80 do século XX.

## Economia
A economia dos municípios envolvidos por esta bacia desenvolve-se, boa parte,  em torno da agropecuária, sobretudo a de pequenos produtores.  Desenvolve-se a agropecuária de subsistência que se dá nas vazantes do rio ou de seus afluentes (prescindindo de irrigação), uma vez que cerca de metade da população é da zona rural, mas compete ao setor de serviços a maior parcela do produto interno bruto (PIB).